# Onze-Lieve-Vrouw-Hulp-der-Christenenkapel (Machelen)
De Onze-Lieve-Vrouw-Hulp-der-Christenenkapel is een kapel in de tot de Oost-Vlaamse gemeente Zulte behorende plaats Machelen, gelegen aan Posthoornstraat 70A.

## Geschiedenis
Dit was oorspronkelijk een woonhuis, maar werd in 1972 een kapel, zodat de gelovigen de drukke Rijksweg N43 niet meer hoefden over te steken om te kerken. In 1989 werd deze kapel gesloopt en kwam er een nieuw gebouw. Het interieur van deze kapel werd in 1993 aangepast door de kunstenaar Roger Raveel. Hij verrijkte de kapel met fresco's en schilderijen, maar ook beelden, glas-in-loodramen, een altaar en een tabernakel, alles onder het motto: Religie voor het Leven. Zijn bedoeling was hierbij om het interieur -en de daarin aanwezige symboliek- zowel voor kerkelijke als niet-kerkelijke mensen toegankelijk te maken.
In 1999 schonk Raveel de rechten op de kunstwerken aan de parochie.